# لاغونا (سانتا كاتارينا)
لاغونا، سانتا كاتارينا هي بلدية في البرازيل، تتبع سانتا كاتارينا، بلغ عدد سكانها 51٬562  نسمة، في 2010، تبلغ مساحتها 336٫396 كيلومتر مربع.

## الموقع
تشترك في الحدود مع:
- Imbituba [الإنجليزية]‏.

## أعلام
- باولو ريكاردو
- منغالفيو بيدرو فيغويرو